# Pak (Insel)
Die Insel Pak (auch Sankt-Gabriel-Insel) ist eine Insel im Norden von Papua-Neuguinea. Sie ist Teil der Provinz Manus.

## Geographie
Pak gehört zu den Admiralitäts-Inseln und befindet sich 35 Kilometer östlich von Manus, sowie 8 Kilometer westlich von Tong, die Insel Rambutyo liegt 20 Kilometer südwestlich.
Die Insel ist 8 Kilometer lang, 2 Kilometer breit und erreicht eine Höhe von 20 Meter. Die Küste ist vorwiegend steil, die Insel ist von Korallenriffen umgeben. Im Westen liegt vor der Nordküste die kleine Nebeninsel Ulunau.
Auf Pak wird die austronesische Sprache Pak-Tong gesprochen, die 1977 970 Sprecher hatte.

## Geschichte
Die Inseln werden wahrscheinlich seit etwa 1500 v. Chr. von Melanesiern bewohnt. Das Gebiet kam im Jahr 1885 unter deutsche Verwaltung und gehörte seit 1899 zu Deutsch-Neuguinea. 1914 wurden die Inseln von australischen Truppen erobert, und nach dem Ersten Weltkrieg als Mandat des Völkerbundes von Australien verwaltet. Von 1942 bis 1944 waren die Inseln von Japan besetzt, kehrten aber 1949 in australische Verwaltung zurück. Seit 1975 sind sie Teil des unabhängigen Staates Papua-Neuguinea.